# Nicodim Munteanu

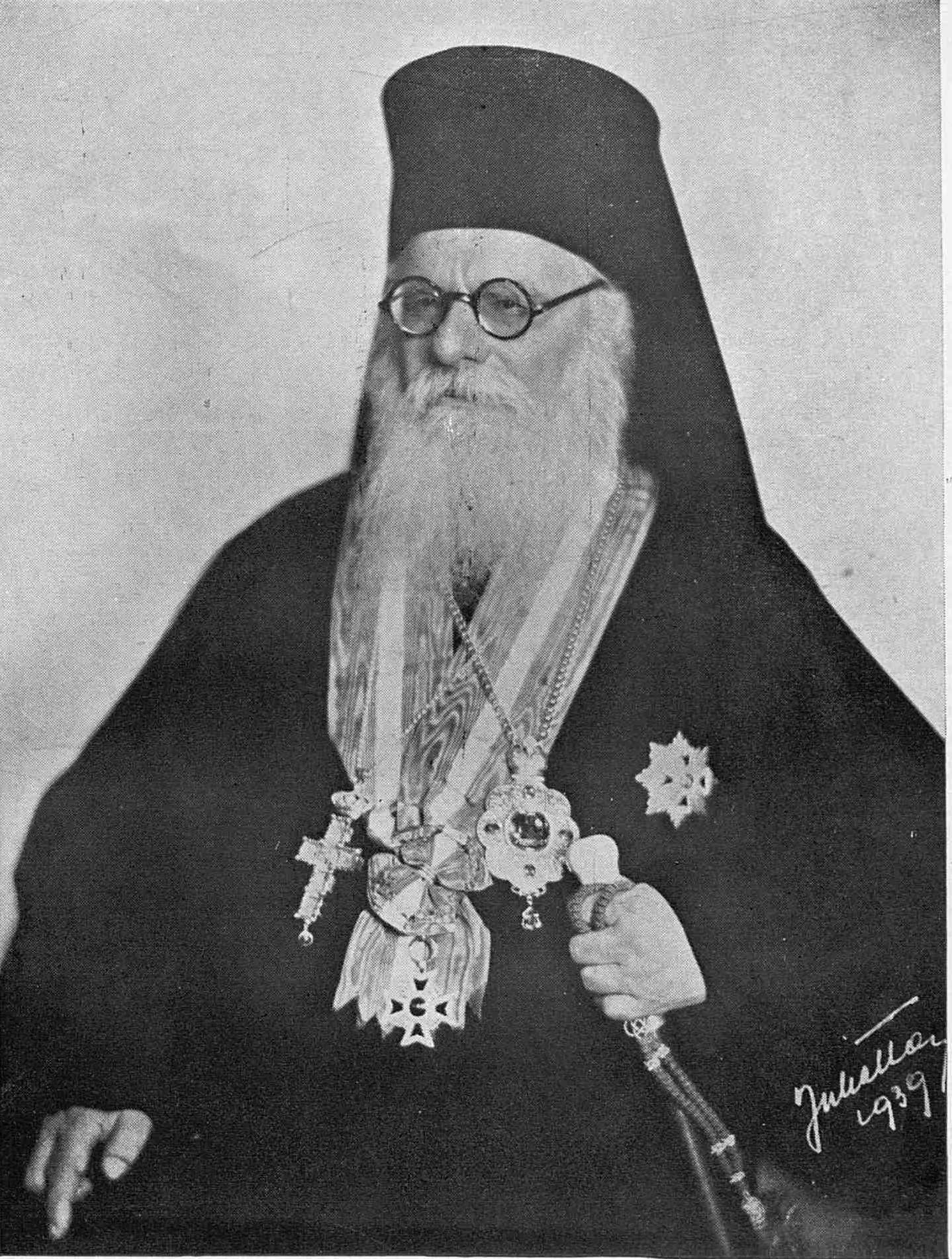
Mitropolitul Nicodim Munteanu în 1939, anul alegerii sale ca patriarh

Nicodim Munteanu, născut Nicolae Munteanu, (n. 6 decembrie 1864, Pipirig, județul Neamț – d. 27 februarie 1948, București) a fost al doilea patriarh al Bisericii Ortodoxe Române (1939-1948), călugăr și membru de onoare al Academiei Române.
El a susținut Familia Regală a României și a fost un important anti-comunist, refuzând să sprijine regimul comunist sprijinit de sovietici în procesul de instalare în România în 1945-1947. Patriarhul Nicodim a decedat de pneumonie.
Faptul că a susținut mișcarea legionară a fost un fapt destul de controversat.

## Biografie

### Studii
- 1882-1890 - Seminarul „Veniamin” din Iași
- 1890-1895 - Academia duhovnicească din Kiev (licența în 1895)
- 1894 - tuns în monahism la mănăstirea Neamț, sub numele de Nicodim
- 1894 - hirotonit ierodiacon la Iași
- 1886 - ieromonah
- 1895 - predicator la catedrala mitropolitană din Iași
- 1898-1902 - hirotesit arhimandrit și numit vicar al mitropoliei Moldovei
- 1902-1909 - vicar al Episcopiei Dunării de Jos
- 1908-1909 - director al Seminarului "Sf. Andrei" din Galați
- 1909 - arhiereu-vicar al Mitropoliei Moldovei, cu titlul, "Băcăuanul"
- 1912, 18 februarie - ales episcop la Huși (înscăunat la 3 martie 1912)
- 1918, iunie - 1919, decembrie - locțiitor de arhiepiscop al Chișinăului și Hotinului
- 1923, 31 decembrie - retras din scaunul de la Huși
- 1924-1935 - starețul mănăstirii Neamț.
- 1918, 5 octombrie - Membru de onoare al Academiei Române
- 1920 - „doctor honoris causa” al Facultății de Teologie din Cernăuți
- La 23 ianuarie 1935 a fost ales mitropolit al Moldovei (înscăunat 4 februarie 1935).
- La 30 iunie 1939 a fost ales patriarh al Bisericii Ortodoxe Române (înscăunat 5 iulie), păstorind până la moarte.

## Distincții
- Ordinul Meritul Cultural în gradul de Ofițer, pentru biserică (23 septembrie 1942)[5]

### Multimedia
- Corneliu Coposu despre patriarhul Nicodim